# Blood Drive (serie televisiva)
Blood Drive (conosciuto anche come Midnight Grindhouse Presents Blood Drive) è una serie televisiva fantascientifica statunitense creata da James Roland, per la rete via cavo Syfy.
La serie ha debuttato il 14 giugno 2017. Il 6 settembre 2017, Syfy annuncia la cancellazione della serie dopo una sola stagione prodotta.
In Italia la serie è stata interamente pubblicata su Infinity TV l'11 ottobre 2017 e poi è stata trasmessa su Premium Action dal 2 dicembre 2017. In chiaro è andata in onda dal 17 aprile 2018 su 20.

## Trama
Nell'anno 1999 in una Los Angeles di un futuro distopico, dove a causa di una serie di terremoti che hanno provocato una spaccatura all'altezza del fiume Mississippi aprendo una voragine, il cambiamento climatico ha portato la temperatura a 46 °C all'ombra, l'acqua scarseggia tanto quanto il petrolio che costa 2000 dollari al barile, il crimine imperversa con la polizia che è stata acquistata da una società privata, l'agente Arthur Bailey viene coinvolto in una corsa assassina chiamata Blood Drive, il cui montepremi al vincitore è di 10 milioni di dollari. L'ultimo poliziotto buono tra un'orda di funzionari corrotti di una città desolata, Arthur cerca di sopravvivere a una competizione il cui maestro di cerimonie è uno psicopatico, con i conducenti che sono assassini deviati e le auto sono alimentate con sangue umano, aiuta Grace, in cerca di sua sorella, a vincere la gara.

## Episodi
| Stagione       | Episodi | Prima TV originale | Prima TV Italia |
| -------------- | ------- | ------------------ | --------------- |
| Prima stagione | 13      | 2017               | 2017            |

## Personaggi ed interpreti

### Personaggi principali
- Arthur Bailey, interpretato da Alan Ritchson[3]
- Grace D'Argento, interpretata da Christina Ochoa[4]
- Christopher Carpenter, interpretato da Thomas Dominique
- Aki, interpretata da Marama Corlett
- Julian Slink, interpretato da Colin Cunningham[5]

### Personaggi ricorrenti
- Il Gentleman, interpretato da Andrew Hall
- Lo Studioso, interpretato da Darren Kent
- Old Man Heart, interpretato da Sean Cameron Michael
- Rasher, interpretato da Carel Nel
- Garret Kamble, interpretato da Aidan Whytock
- Rib Bone, interpretato da Brandon Auret
- Cliff, interpretato da Craig Jackson
- Domi, interpretata da Jenny Stead
- Karma, interpretato da Alex McGregor

## Produzione
La serie è stata ordinata da Syfy il 28 luglio 2015.

### Riprese
Le riprese della serie si sono tenute a Città del Capo in Sudafrica.